# Luciano Gasperini
Luciano Gasperini (Lonigo, 15 giugno 1935) è un politico italiano.

## Biografia
Laureato in giurisprudenza, esercitò per anni la professione di avvocato penalista patrocinante in Cassazione. Negli anni Ottanta aderì alla Lega Nord, di cui fu segretario provinciale a Vicenza e con cui è stato eletto senatore nel 1996. Diviene presidente del gruppo leghista al Senato della Repubblica dal maggio 1998 all'ottobre 1999.
Fu votato dai suoi colleghi di partito nel 1999 nello scrutinio che portò al Colle Carlo Azeglio Ciampi ottenendo 72 voti, ma nel 2001, candidato da capolista al proporzionale in Veneto alla Camera, non riuscì a confermare il suo seggio in Parlamento. Nel giugno 2004 si candidò a sindaco di Padova col solo sostegno della Lega, senza essere eletto (ottiene solo il 4,31% dei voti, pari a 5.619 voti) ma diventando consigliere comunale, l'unico del suo partito.
Dal 2002 al 2005 è stato Presidente federale della Lega Nord. Fu per un anno sottosegretario agli affari regionali nel governo Berlusconi III dal 2005 al 2006. Nel 2014 si è candidato al consiglio comunale di Padova per il Carroccio  senza essere eletto.